# Андроник Асень Дзаккария
Андроник Асень Дзаккария (ит. Andronik Asano Zaccaria) — выходец из знатного генуэзского купеческого рода, утвердившегося в Морее.

## Биография
Андроник Асень был сыном Чентурионе I Дзаккариа и неизвестной женщины из рода Асени, внуком Мартино Дзаккариа и братом Мария II Дзаккария. Примерно в 1386 году Чентурионе I Дзаккариа умер, и Андроник Асень Дзаккария унаследовал баронство Халандрицы и титул главного констебля Ахайи. Он был женат на дочери Эрара III Ле Мор, барона Аркадии, и когда последний умер в 1388 году без наследника мужского пола (его единственный сын умер молодым), Асен Заккария добавил Аркадию к своим владениям.
4 июня 1395 он был разбит и взят в плен византийцами в Деспотате Мореи, но был выпущен в декабре, после того, как венецианцы заплатили выкуп в размере 50000 для него и. В 1396 году он получил письмо от Папы Бонифация IX, в котором он распространял над ним папскую защиту и призывал его бороться с растущей угрозой со стороны турок-османов.